# Daphne Rosen
Daphne Aviva Rosen (hebreiska: דפנה רוזן), född 9 juni 1982 i Tel Aviv i Israel, är en israelisk-amerikansk porrskådespelerska och filmproducent. Hon har behåstorlek 34G.
Rosen växte upp i Boston, Massachusetts. Hon inledde en karriär som modell när hon var 18 år gammal och trädde in i porrindustrin när hon var 20. Sedan dess har hon medverkat i över 150 porrfilmer.